# Ayala Hetzroni
Ayala Hetzroni (hebr. ‏אילה חצרוני‎, ur. 15 czerwca 1938 w Hajfie) – izraelska lekkoatletka, kulomiotka.
Wielokrotna mistrzyni Izraela. 
Podczas igrzysk olimpijskich w Rzymie (1960) zajęła 17. miejsce w eliminacjach i nie awansowała do finału.

## Rekordy życiowe
- Pchnięcie kulą – 13,02 (1960) były rekord Izraela[2]